# سیارک ۲۱۴۸۰
سیارک ۲۱۴۸۰ (به انگلیسی: 21480 Jilltucker، نامگذاری:1998HO125) بیست و یک هزار و چهارصد و هشتادمین سیارک کشف شده‌است که در ۲۳ آوریل ۱۹۹۸ کشف شد.
قدر مطلق سیارک برابر ۱۰.۷ است.